# Municipio de Akil
El Municipio de Akil es uno de los 106 municipios del estado mexicano de Yucatán. Su cabecera municipal es la localidad homónima de Akil. Se ubica en la región sur del estado, queda comprendido entre los paralelos 20° 14' y 20° 22' latitud norte y los meridianos 89° 18' y 89° 26' longitud oeste. Se encuentra a una distancia de 80 kilómetros en dirección sureste de la ciudad de Mérida.
Además de la cabecera municipal, las siguientes son las localidades más importantes del municipio: San Diego, San Martino, Plan Chac y el Rancho Kitinché.

## Toponimia
El toponímico Akil significa en idioma maya "el lugar del bejucal", ya que proviene de aak', bejuco y el sufijo il que refiere cantidad.

## Datos históricos
- 1825: Akil pasa a formar parte del Partido de Sierra Alta, con cabecera en Tekax y es hasta el 31 de marzo de 1919 que Akil se erige en municipio libre.

- 1848: El 15 de agosto tuvo lugar en Akil una de las más sangrientas batallas de la guerra de castas de Yucatán, librada entre los rebeldes mayas comandados por Cecilio Chi y la primera división del ejército regular, al mando del coronel José Dolores Cetina, expulsándose a los blancos de la zona.

## Economía
Es un municipio con un fuerte sector agrícola dado que cuenta con buenos y productivos suelos. Particularmente sólida es la actividad citrícola, siendo famosos sus naranjales. Hay una planta extractora de jugo de naranja que exporta buena parte de su producción generando una derrama considerable para los habitantes del municipio. Hay también plantíos de limón y mandarina.